# Гукасян, Фрижета Гургеновна
Фрижета Гургеновна Гукасян (17 июля 1930, Пятигорск, Северо-Кавказский край — 2 февраля 2020, Санкт-Петербург) — редактор кино, кандидат искусствоведения, Заслуженный деятель искусств Российской Федерации (2002).

## Биография
По окончании школы поступила на филологический факультет Ереванского университета. Но после первого курса, в 1950 году, забрала документы и уехала в Москву, где, сдав экстерном необходимые экзамены, была зачислена сразу на второй курс киноведческого факультета Всесоюзного государственного института кинематографии.
В 1954 году с отличием закончила ВГИК (факультет к тому времени был переименован в «сценарно-редакторский»). По распределению приехала в Ленинград и начала работать старшим редактором сценарного отдела киностудии «Леннаучфильм». В 1958 году перешла на киностудию «Ленфильм».
Была убеждена: редактор — первый помощник основных создателей кинопроизведения: драматурга и режиссёра-постановщика; редактор — их профессиональный советчик, призванный анализировать сценарии и фильмы в процессе их создания, обязанный первым видеть просчёты и помогать их исправить.
В 1964 году была назначена главным редактором Первого творческого объединения «Ленфильма» (художественным руководителем которого был И. Е. Хейфиц). В этом качестве проработала до 1990 года, за исключением небольшого вынужденного перерыва (1983—1987). С 1990 по 2000 год была главным редактором киностудии «Голос» (нового подразделения «Ленфильма», позднее выделившегося в самостоятельное юридическое лицо), а затем до 2011 года — редактором «Студии „2-Б-2“» режиссёра В. Бортко.
Пользовалась уважением своих старших коллег-кинематографистов: режиссёров И. Е. Хейфица и Г. М. Козинцева, сценаристов Е. И. Габриловича, Ю. П. Германа, А. Б. Гребнева и др.
Одним из магистральных направлений своей работы считала формирование сценарного портфеля объединения, поэтому стремилась знать все литературные новинки, все новые интересные имена: «Мы были связаны с редакциями толстых журналов, следили за их портфелями, регулярно читали все рукописи задолго до того, как они появлялись в печати. И мы, конечно, знали всех сценаристов, постоянно держали с ними связь, следили за тем, кто чем увлечен, что пишет, и внимательно приглядывались к начинающим».
Привлекала к сотрудничеству как маститых авторов, так и начинающих: Ю. Клепикова, Н. Рязанцеву, П. Финна, Э. Володарского, В. Мережко и др.
В Первом творческом объединении под редактурой Фрижеты Гукасян состоялись игровые дебюты режиссёров В. Мельникова («Начальник Чукотки», 1966), И. Масленникова («Личная жизнь Кузяева Валентина», 1967), Н. Бирмана «Хроника пикирующего бомбардировщика», 1967), А. Германа («Седьмой спутник», совм. с Г. Ароновым, 1967), И. Авербаха («Степень риска», 1968), С. Арановича («Красный дипломат», 1971), Д. Асановой («Не болит голова у дятла», 1974), В. Бортко («Комиссия по расследованию», 1978) и других, положившие начало их дальнейшей успешной творческой деятельности.
Относясь к кино, в первую очередь, как к искусству, одному из путей познания и осмысления жизни, Фрижета Гургеновна становилась верным соратником для режиссёров-единомышленников. Одним из таких режиссёров был для неё Алексей Герман. «Задача редактора — защищать автора: если он взялся быть редактором, значит, он верит в эту драматургию, в этого автора и готов идти с ним. Редактор не может предавать автора — он должен идти с ним до конца», — считала она и самоотверженно отстаивала перед руководством Госкино фильмы А. Германа и других режиссёров, которые могли оказаться не в прокате, а на полке.
В 1983 году за поддержку фильма А. Германа «Мой друг Иван Лапшин» была освобождена от обязанностей главного редактора Первого творческого объединения, но с началом Перестройки была восстановлена в этой должности.
«Все лучшие люди, которые появлялись на студии в 60-90-е годы, и лучшие фильмы, снятые на этой студии, смогли появиться там благодаря ее сверхусилиям.»
«Виталий Мельников и Алексей Герман, Кира Муратова и Виктор Аристов, Илья Авербах и Семен Аранович, Динара Асанова и Алексей Баталов, Глеб Панфилов и Виктор Трегубович, Валерий Огородников и Константин Лопушанский — несть числа людям, у истоков карьеры которых она стояла, и благодаря кому эти карьеры состоялись и расцвели. У нее было невероятное чутье на людей и на искусство…».
Закончила аспирантуру Ленинградского государственного Института театра, музыки и кинематографии и в 1974 году защитила диссертацию, получив степень кандидата искусствоведения. По этой диссертации была издана книга «Кинооператор Андрей Москвин» (Л.: Искусство, 1971). Подготовила к выпуску ещё несколько книг, в том числе книгу «Динара Асанова. У меня нет времени говорить неправду» (М.: Союз кинематографистов СССР, Всесоюзное бюро пропаганды киноискусства, 1986).
Преподавала в Санкт-Петербургском государственном институте культуры, в Санкт-Петербургском государственном институте кино и телевидения (СПбГИКиТ), в киношколе «Кадр» при «Ленфильме».

## Семья
Супруг — Генрих Саакович Маранджян, кинооператор «Ленфильма». Дочери Каринэ Маранджян (1956—2021)— учёный-японист, старший научный сотрудник Института восточных рукописей РАН; Мариам Маранджян (1960—2017)— учитель-сурдопедагог.

## Фильмография
В качестве главного редактора Первого Творческого объединения, студии «Голос» и студии «2-Б-2» — не менее 148 фильмов режиссёров, Г. Козинцева, И. Хейфица, В. Венгерова, В. Трегубовича, В. Мельникова, И. Масленникова, И. Авербаха, Н. Бирмана, С. Арановича, С. Микаэляна, Д. Асановой, А. Германа и других.
В качестве редактора — 28 фильмов режиссёров И. Хейфица, К. Муратовой, А. Баталова, В. Мельникова, С. Арановича, В. Бортко и других.
Фильмы о ней:
- 2018 — «Фрижа. Редактор кино» — реж. В. Сорокин, 41 мин., цв., Студия «АКВ», АНО "МЦНКиТ «Кентавр»
- 2018 — «Свидетели, участники и потомки: Фрижета Гукасян, редактор „Ленфильма“» — Спецпроект «Чапаев», 25 мин., ч/б, «СЕАНС»

## Награды
Заслуженный деятель искусств РФ